# Reino de Mustang
El reino de Mustang fue un reino vasallo ubicado en el distrito de Mustang, al norte de Nepal. Poseía únicamente tres ciudades entre ellas Lo Mantang, la capital, y 24 villas menores, además de ocho monasterios. El reino se llama en realidad Mastang y su soberano, desde el año 1795 hasta la abolición de la monarquía nepalí en 2008, fue vasallo del Rey de Nepal. El soberano es tibetano y tiene el título de Rajá en nepalí y de Lo Gyelpo (Rey de Lo) en tibetano. El gobierno estaba en manos de siete familias nobles que son las únicas con derecho a emparentar con la casa real.

## Historia
El reino fue fundado en 1380. A principios del siglo XX era Rajá Jamian Pelbar que murió en 1905 y le sucedió Angun Tenzing Trandul. Tras la revolución de 1947 abdicó y le sucedió su hijo Angdu Nyingpo; a la muerte prematura de este en 1958 el padre reasumió el trono pero abdicó de nuevo en su otro hijo Jigme Dorje Trandul, 26º soberano, último monarca, que gobernó el reino hasta la abolición de la Monarquía el 7 de octubre de 2008 por orden del nuevo gobierno de Nepal.
El primer occidental en llegar al Mustang fue el geólogo y explorador suizo Toni Hagen, quien en 1952 realizó una breve visita al reino durante uno de sus viajes al Himalaya. El francés Michel Peissel es considerado el primero en pernoctar en la capital (Lo Mantang) en el transcurso de su expedición de 1964, cuando por vez primera se dio autorización para visitar ampliamente el reino.

## Bandera
El reino dispone de una bandera nacional, una bandera real, y diversas banderas religiosas. 

Bandera nacional de Mustang
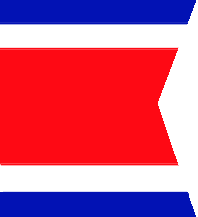
Bandera real de Mustang